# Palirhoeus eatoni
Palirhoeus eatoni is een keversoort uit de familie van de snuitkevers (Curculionidae). De wetenschappelijke naam van de soort werd in 1876 als Ectemnorrhinus eatoni gepubliceerd door Charles Owen Waterhouse.